# Pic de la Cascade oriental
Le pic de la Cascade oriental est un sommet des Pyrénées situé sur la frontière franco-espagnole et qui culmine à 3 161 mètres d'altitude dans le massif du Mont-Perdu.

## Géographie

### Topographie
Il fait partie de la ceinture du cirque de Gavarnie. Marque la limite entre le parc national des Pyrénées (France) et le parc national d'Ordesa et du Mont-Perdu (Espagne).
- Côté français : situé près de Gavarnie dans le canton de la Vallée des Gaves, département des Hautes-Pyrénées, région Occitanie.
- Côté espagnol : situé dans la comarque de Sobrarbe, province de Huesca, communauté autonome d'Aragon.

### Hydrographie
Le sommet délimite la ligne de partage des eaux entre le bassin de l'Adour, qui se déverse dans l'Atlantique côté nord, et le bassin de l'Èbre, qui coule vers la Méditerranée côté sud.